# Новицкий, Пётр Карлович
Пётр Ка́рлович (Константи́нович) Нови́цкий (26 апреля 1885, Российская империя — 7 сентября 1942, СССР) — российский и советский фотограф, оператор кинохроники и документального кино. Автор исторических киносюжетов и фоторепортажей о событиях Первой мировой и Гражданской войн, Февральской и Октябрьской революций, четырёх полярных экспедициях О. Ю. Шмидта (1929—1934). Кавалер орденов Трудового Красного Знамени (1932) и Красной Звезды (1934).

## Биография и творчество

### Дореволюционный период. Балканская и Первая мировая войны
Родился в 1885 году на Украине. В 1909 году окончил Киевское художественное училище по классу живописи. Со студенческих лет занимался фотографией. За год до окончания училища вступил в фотографическое общество «Дагер», осваивал фотоискусство под руководством фотохудожника-пикториалиста Н. А. Петрова. Первая фоторабота — жанровая постановочная фотография «Утро», опубликованная в журнале «Вестник фотографии» (1910. № 3), посвящена учителю.
По окончании училища работал фоторепортёром в газете «Киевская мысль». В 1910 году переехал в Москву. Работал кинооператором в московском отделении французской фирмы «Gaumont». Снимал хронику городской и губернской жизни, торжества, происшествия. В 1912 году был командирован для съёмок на боевые участки фронта Балканской войны, куда добирался на паровозном тендере и буйволах. Два года работал военным кинооператором на фронтах Болгарии, Сербии, Турции. Проявленными в работе смелостью и оперативностью обратил на себя внимание руководства фирмы, после возвращения в Москву был откомандирован в берлинское отделение «Gaumont», а в 1914 году приглашён в Париж для заключения контракта о съёмках событий надвигающейся Первой мировой войны.
С началом войны вернулся из Парижа в Москву. Определившись военным кинооператором в Скобелевский просветительный комитет, отправился на фронт. До начала Февральской революции работал на передовой в составе 96-го Омского полка, им были засняты взятие русскими войсками Перемышля, бои на Гнилой Липе, у Белявы и другие события Первой мировой войны. В периоды затишья военных действий обращался к художественной фотографии, производил съёмки на прифронтовой полосе. Трижды был ранен.

### Революции и Гражданская война. Лениниана
Мне пришлось наблюдать исключительную выдержку и храбрость хроникёра П. Новицкого. На съёмке взорванных <…> артиллерийских складов в Хорошёве он спокойно снимал под дождём падающих осколков, меняя места, выбирая лучшие точки, и чудом остался невредимым…
В 1917 году Новицкий делал сюжеты для киножурнала «Свободная Россия». Снимал события Февральской революции в Москве. В дни Октябрьской революции вёл съёмки на улицах Петрограда в составе киногруппы под руководством сотрудника Скобелевского комитета журналиста Михаила Кольцова, его съёмки вошли в фильм «Октябрьский переворот» (1917). В 1918—1922 годах работал в Московском кинокомитете Наркомпроса и Всероссийском фотокиноотделе Наркомпроса, в 1918—1919 годах снимал сюжеты для журнала «Кинонеделя».
В январе 1918 года Новицким было задокументировано открытие Учредительного собрания в Таврическом дворце. В апреле того же года под пулемётным обстрелом кинооператор заснял восстание анархистов в Москве и их разоружение — согласно воспоминаниям Новицкого, штативом для камеры служили станок и щиток от пулемёта. В том же году снял празднование 1 мая на Ходынском поле — военный парад и другие эпизоды праздника. Кинокадры его хроники, запечатлевшие В. И. Ленина с женой и сестрой в автомобиле, впоследствии многократно воспроизводились в виде отдельных фотографий.

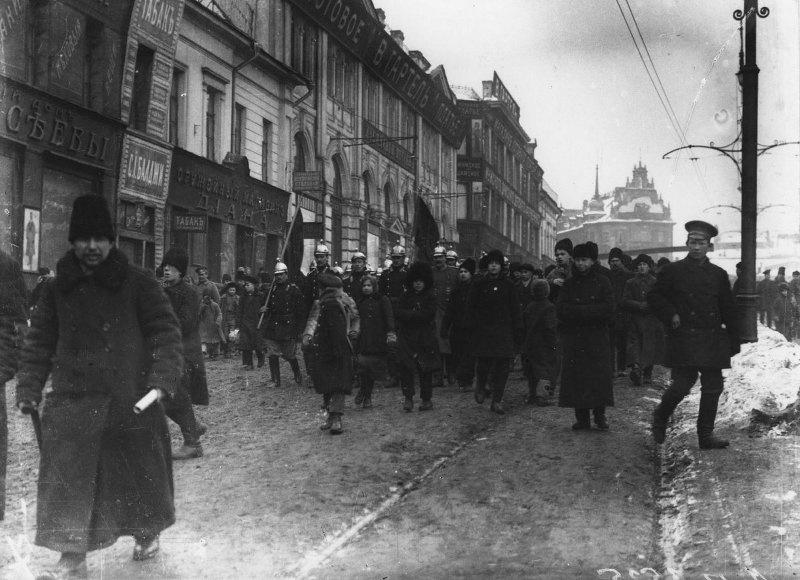
Демонстрация первых революционных пожарных. Москва. 14 марта 1917
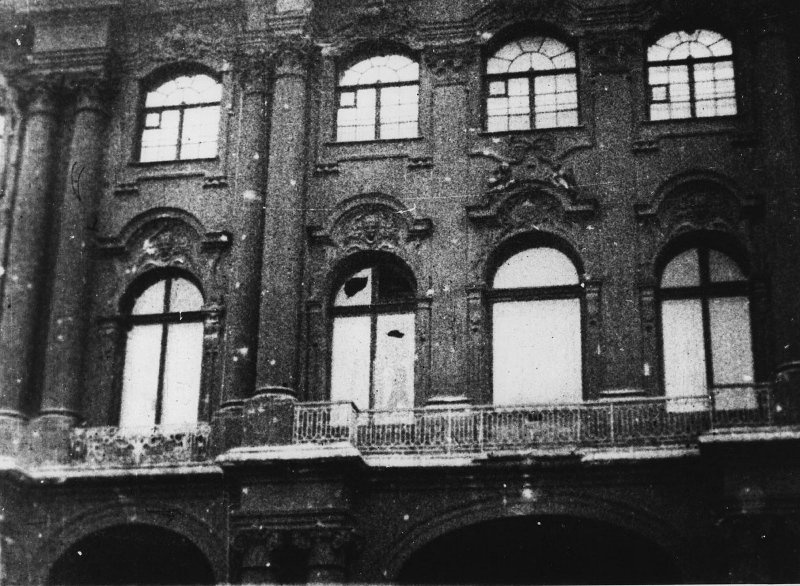
После взятия Зимнего дворца. Петроград. Утро 26 октября 1917
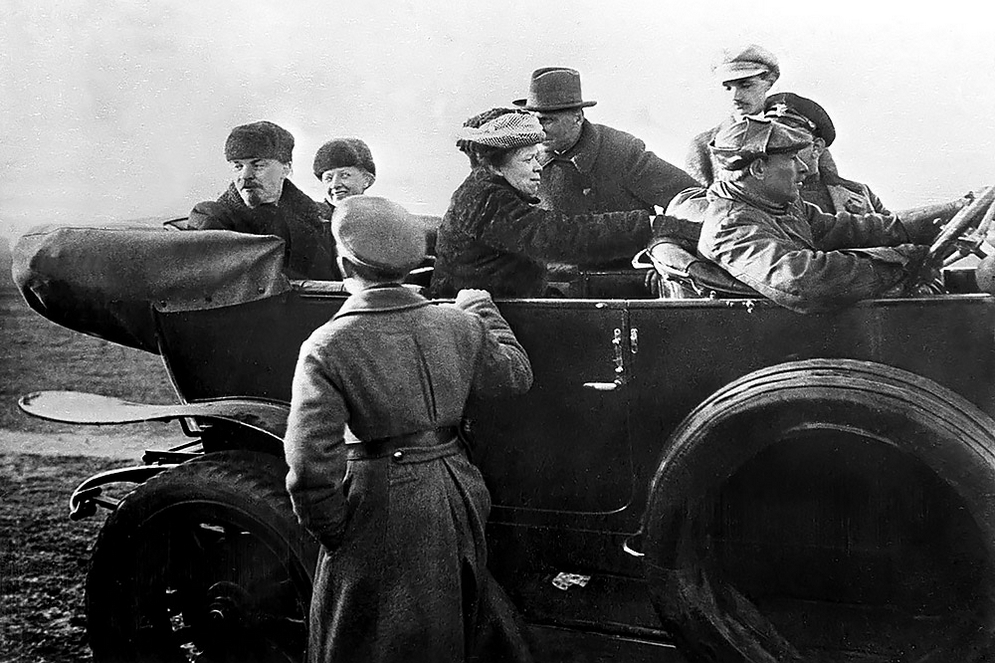
В. И. Ленин, Н. К. Крупская и М. И. Ульянова после окончания парада частей Красной Армии на Ходынском поле. Москва. 1 мая 1918

В июне 1918 года Новицкий был командирован в Киев для съёмок переговоров делегации РСФСР с Украинской радой.  Им были сделаны исторические кинокадры с Нестором Махно, Симоном Петлюрой, съёмки парада Белой армии на Софийской площади и др. В 1918—1919 годах Новицкий был кинохроникёром агитационных поездок председателя ВЦИК М. И. Калинина по территории СССР на поезде «Октябрьская революция», впоследствии хроника восьмимесячной поездки легла в основу фильма «Всесоюзный староста» (1927). Был также участником агитационных поездок Л. Д. Троцкого.
В годы революции и Гражданской войны Новицким засняты бои отряда П. Е. Дыбенко под Гатчиной, отправка красной артиллерии на бой с войсками генерала П. Н. Краснова, бои с армией генерала Н. Н. Юденича на Красной горке под Петроградом. На один день оператор был командирован в Гельсингфорс для съёмки сцен борьбы финской красной гвардии с белыми. По отснятым материалам был создан фильм «Красная Финляндия». В 1919 году по личному распоряжению В. И. Ленина Новицкий снял хронику вскрытия мощей Тихона Задонского.
Ряд киносюжетов Новицкого связан с вождём революции В. И. Лениным. Кинооператор запечатлел его на открытии мемориальной доски в память павших в октябрьских боях в первую годовщину революции, на похоронах Я. М. Сверлова 18 марта 1919 года, выступление с балкона здания Моссовета перед коммунистами, мобилизованными на борьбу с армией генерала А. И. Деникина 16 октября 1919 года, участие в демонстрации на Красной площади 7 ноября 1920 года. Снятые Новицким киносюжеты вошли в специальный выпуск киножурнала «Ленинская киноправда» (Киноправда. 1925. № 21), смонтированного режиссёром Дзигой Вертовым к первой годовщине со дня смерти Ленина.

### 1920-е годы. Совершенствование мастерства
В 1922—1931 годах Новицкий работал кинооператором на московских кинофабриках «Госкино», «Совкино», «Союзкино». Снимал советское строительство (документальный фильм «Текстильщики» и др.), в 1925 году в составе группы кинодокументалистов «Пролеткино» совершил экспедицию в Сибирь, проделав путь по «Дороге декабристов». Вёл путевые дневники, публиковал их в киножурналах. Выступал в печати также с научно-популярными очерками, статьями, посвящёнными техническому и творческому аспектам фотографии. Консультировал коллег, обучал молодых фотожурналистов искусству фоторепортажа. Обучил съёмке сестру В. И. Ленина М. И. Ульянову, ею были сделаны снимки, запечатлевшие последние годы жизни брата в Горках.

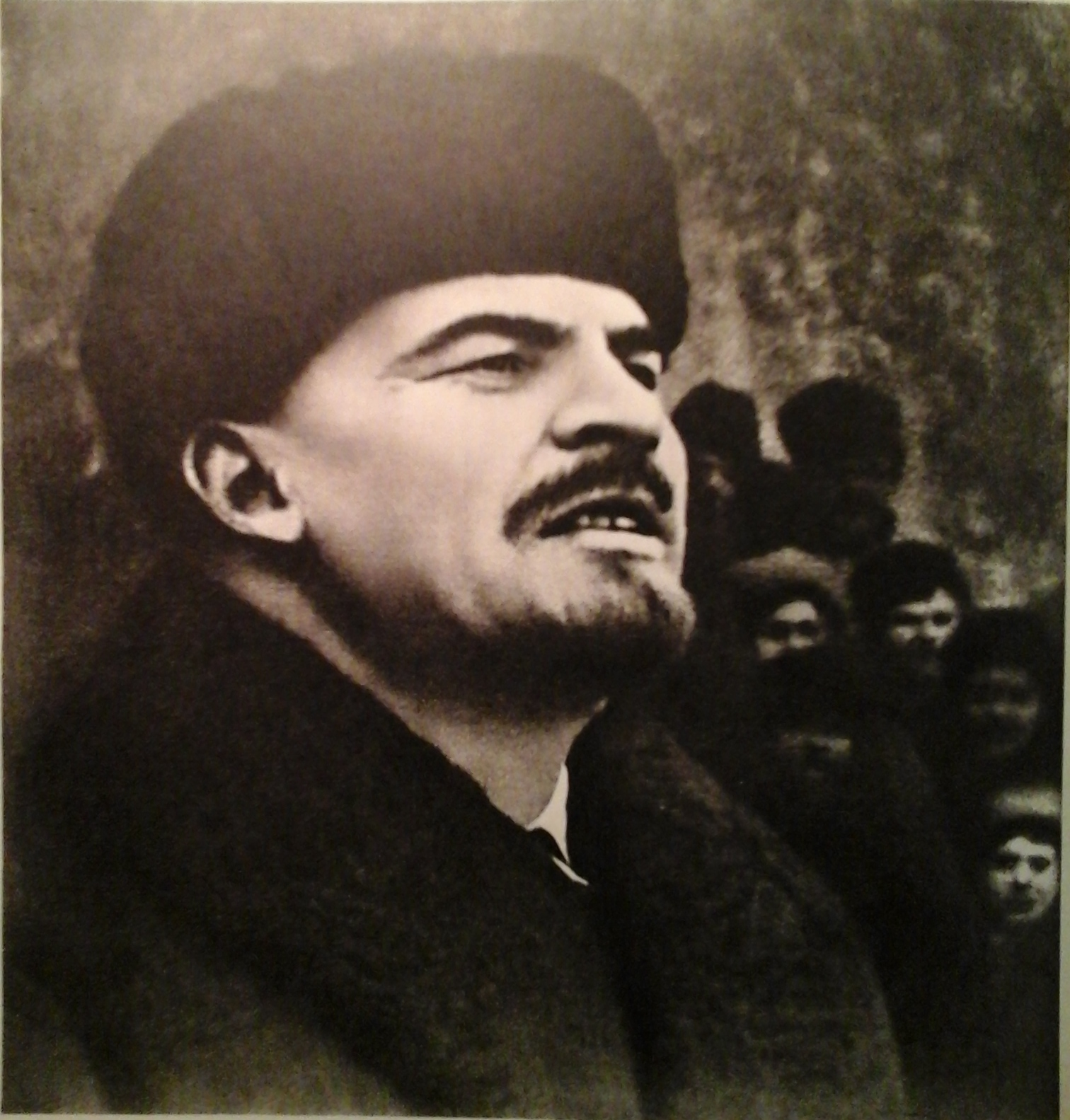
В. И. Ленин произносит речь на похоронах Я. М. Свердлова.
18 марта 1919

В 1924 году Новицкий участвовал в московской фотовыставке, посвящённой художественной светописи, представив исполненную гуммиарабиковым способом фотокартину «Её прошлое». В 1928 году принял участие в выставке «Советская фотография за 10 лет», проходившей в помещении бывшего музея Красной армии на Воздвиженке. Выполненный им крупноплановый фотопортрет Ленина, представляющий увеличенный кадр из киносъёмки в день похорон Свердлова, получил похвальный отзыв — «За удачный выбор из кинематографической ленты и хорошо исполненное увеличение кадра, характерного для обрисовки В. И. Ленина как оратора».
Владея европейскими языками, Новицкий следил за новинками зарубежной фототехники, занимался конструированием и совершенствованием фотоаппаратуры. В 1927 году модернизировал фотоаппарат «Лейка», смонтировав к нему фотообъектив с фокусным расстоянием 300 м. Сконструировал малогабаритный осветительный агрегат, обеспечивающий удобство съёмок с искусственным светом. В 1929 году запатентовал набор специальных светофильтров «Микроскрин», позволявший менять освещение при натурной съёмке.
Конец 1920-х годов историк фотоискусства и фотожуpналистики Л. Ф. Волков-Ланнит определяет как период «исключительной активности» творчества Новицкого. Мастер выступал в качестве литератора, фотохудожника и фотохроникёра. В 1927—1928 годах в журнале «Советское фото» было опубликовано более 30 его работ, в числе которых «Лето», «Парусник», «Комсомолка из Карачаевской области», «Купанье», «Баржа у пристани», «Дети», «Девушка с земляникой», «Ответ на ультиматум», «Сигнал к сбору», «Семья Ивановых — снайперы», «Батрак», «Военно-Сухумская дорога», «Индустриальный натюрморт» и другие.

### 1930-е годы. Полярные экспедиции О. Ю. Шмидта

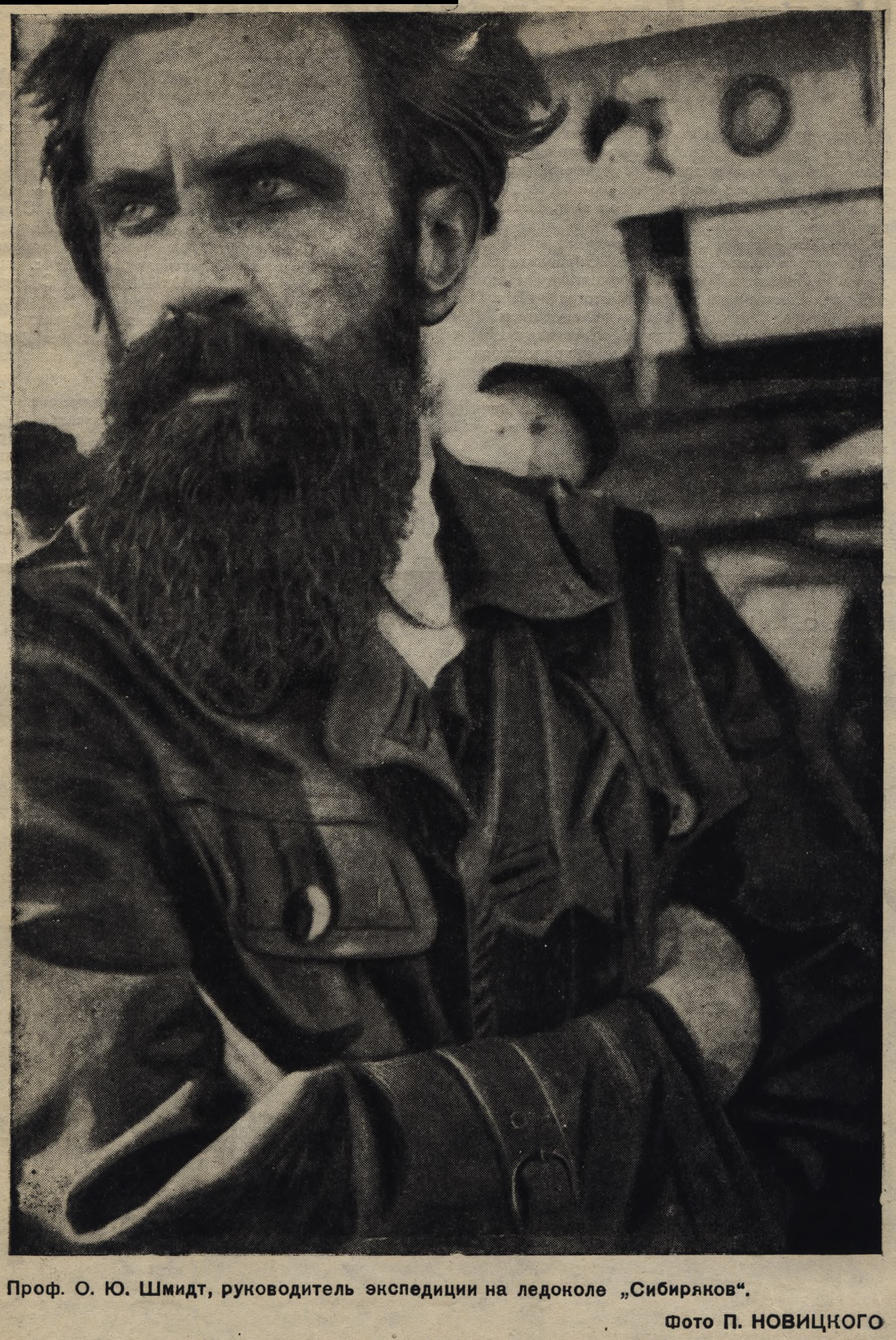
Начальник экспедиции на ледоколе «Сибиряков» О. Ю. Шмидт. 1932. Фото П. Новицкого

…Новицкий сумел в трудных условиях своеобразного полярного освещения сделать несколько тысяч превосходных снимков, всесторонне иллюстрирующих работу экспедиции. Этот материал, весьма ценный в научном отношении… является основой для широкой популяризации достижений экспедиции.
В 1929—1934 годах Новицкий принимал участие в четырёх полярных экспедициях под руководством О. Ю. Шмидта. Итогом первой экспедиции в качестве кинооператора на ледоколе «Георгий Седов» к Земле Франца-Иосифа в 1929 году стала полнометражная хроника «Курс — Норд» (1930; совместно с Н. В. Пинегиным), второй, совершённой на том же судне к Северной Земле в 1930 году, — документальный фильм «К белому пятну Арктики» (1931; совместно с Н. Н. Кармазинским).
В 1932 году в качестве фоторепортёра принял участие в экспедиции, ставшей началом освоения Северного морского пути, — задокументировал двухмесячный рейс ледокола «Александр Сибиряков» из Архангельска во Владивосток через Северный Ледовитый океан. Фотохроника Новицкого запечатлела работы экспедиции, будни экипажа, картины природы Арктики. В 1934 году в составе той же экспедиционной группы участвовал в походе парохода «Челюскин» — им были сделаны исторические кадры крушения ледокола, жизни полярников на льдине и спасения экипажа. В экстремальных условиях, когда от низкой температуры ломалась плёнка и замерзали затворы фотоаппаратов, Новицкий вёл фотохронику и дневниковые записи, наравне с полярниками выходил на авралы, делил все тяготы похода.
Позднее фотограф вспоминал:

…С «лейками» я не расставался даже ночью. Два месяца они были привязаны на мне мёртвыми узлами. Когда я ложился спать, то чехол со снятым материалом, плёнками и дневниками пристёгивал к ремню ручных часов. Если бы меня разбудили ночью, то я выскочил бы из мешка и на мне болтались бы три «лейки», а на левой руке около запястья висел бы пристёгнутый заснятый материал.

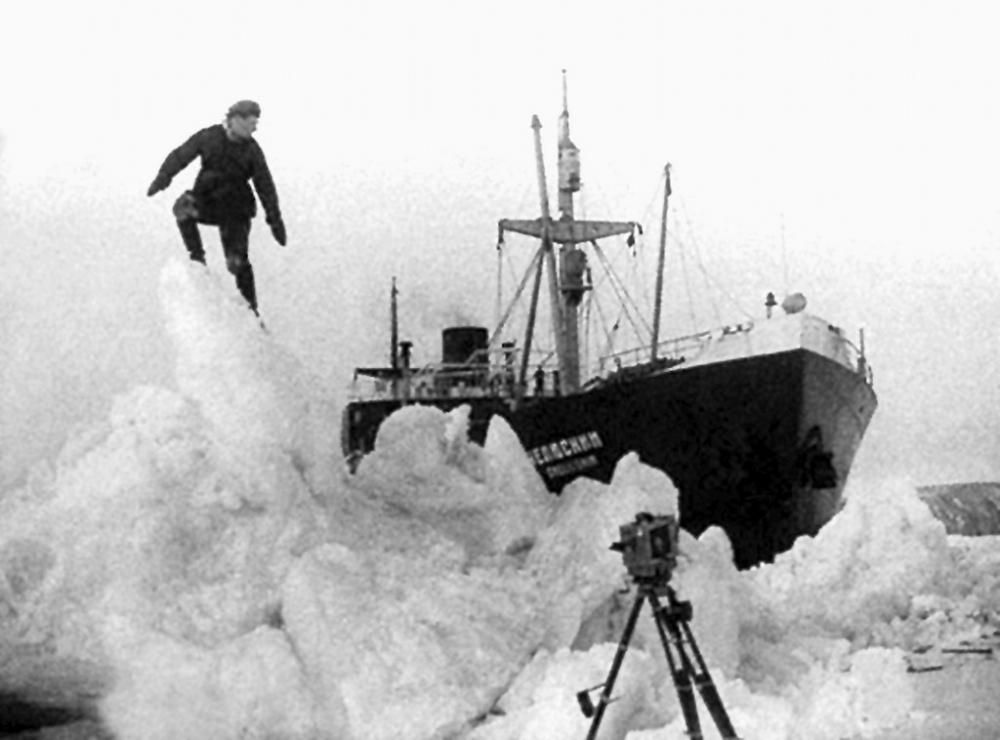
Ледокол «Челюскин». 1933. Фото П. Новицкого

Командир отряда по спасению челюскинцев Н. П. Каманин писал о «необычайной изобретательности» Новицкого в поиске кадра — фотограф «залезал на торосы, пролезал под самолёт…».
На обратном пути экспедиции Новицкий сделал серии фотоочерков, посвящённых этнографии, людям и животному миру Севера. В посёлке Уэлен им было заснято празднование 1 мая «во всех его своеобразных оттенках», серия снимков посвящена быту и прикладному искусству Чукотки, лирический фотоочерк «Собачья душа» отразил жизнь полярной собаки — со щенячьего возраста до последних дней. Серия фотографий посвящена самолёту-амфибии «Ш-2», использовавшемуся в экспедиции.
В экспедициях 1932 и 1934 годов Новицкий отснял свыше 20 000 плёночных негативов. Исследователь Арктики С. О. Шмидт отмечал научную ценность фотографий Новицкого, демонстрировал его снимки на лекциях в виде диапозитивов. В 1934 году был выпущен специальный номер журнала «СССР на стройке», иллюстрированный его арктическими работами. Фотографии Новицкого и его очерк о походе были опубликованы в издании «Поход „Челюскина“» (1934).
За участие в полярных экспедициях 1932 и 1934 годов П. К. Новицкий был удостоен государственных наград.

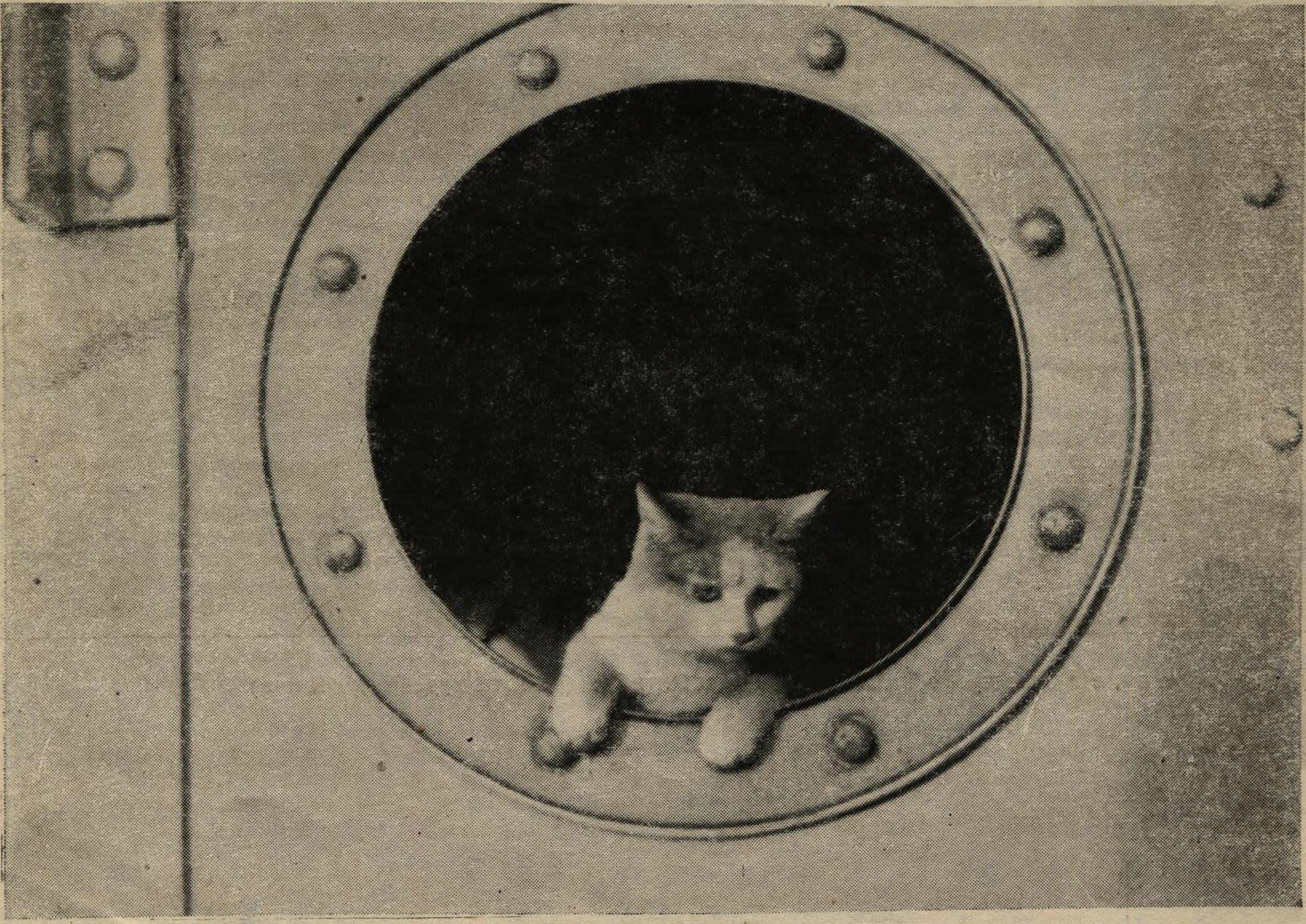
Котёнок Бимс — участник экспедиции ледокола «Сибиряков». 1932. Фото П. Новицкого

В 1937 году произведения Новицкого экспонировались на Первой Всесоюзной фотовыставке, где была представлена технически усовершенствованная версия известного ленинского портрета, работы, сделанные в арктических экспедициях, — «Земля Рудольфа», «Баренцево море», «Девятый вал», «Медведица с медвежонком», «В Арктике». Работы Новицкого арктической серии выставлялись на международных фотовыставках в Париже, Лондоне, Вене. В 1939 году его фотокомпозиция «Ночь в Арктике» получила Большую серебряную медаль фотосалона в Антверпене.
В 1930-х годах Новицкий снимал И. В. Сталина. В 1938 году совместно с А. Александровым снял фильм «На почётном посту».
П. К. Новицкий скончался 7 сентября 1942 года.

## Операторские работы
С 1911 по 1938 год П. К. Новицкий как оператор снял свыше 60 документальных фильмов. В Российском государственном архиве кинофотодокументов хранится 400 м отснятой им плёнки, зафиксировавшей историческую хронику событий революции 1917 года.
Фильмография
1911
- Живописная Москва (совместно с А. Винклером)
- Муром (Город Муром; Муром зимой)
- Неурожайные губернии в России (Голодные места в России; Голод в России)
- Торжества 35-летнего юбилея Минского вольно-пожарского общества

1912
- Бородинские торжества в присутствии государя императора и его августейшего семейства
- Затмение солнца в Москве 4 апреля 1912 г.
- Майские торжества в Москве в 1912 г. (Майские торжества)
- Открытие памятника Петру Великому в Туле
- Пожар Голофеевской галереи в Москве
- Юбилейные торжества императорского Тульского (Петра I) оружейного завода (в присутствии Е. И. В. великого князя Сергея Михайловича)

1913
- К делу Бейлиса
- Производство плетёной мебели
- Юбилейные торжества в Москве (Чтение манифеста на Красной площади)

1914
- Страничка жизни (совм. с В. Старевичем)

1915
- Наши казаки на войне
- Падение и сдача Перемышля 9 марта 1915 г.

1916
- Английские войска в Москве
- Бой в Буковине (совм. с Н. Топорковым)
- Буковинский прорыв (Боевые действия кавалерии в Буковине; совм. с Н. Топорковым)
- Галицийский прорыв (Боевые действия армии генерала Щербачёва)
- Кощунство немцев в Дубно
- Кощунство немцев в Почаевской лавре
- Немецкие кощунства над православными святынями в освобождённых нашими доблестными войсками городах Дубно и Почаеве
- Полёты военных лётчиков на кавказском фронте (Полёты над завоёванной землей в Анатолии; совм. с Н. Топорковым)

1917
- Великие дни Российской революции с 28 февраля по 4 марта 1917 года
- Октябрьский переворот (Вторая революция)
- Украинское движение

1918
- Всероссийский съезд Советов
- Красная Финляндия (февраль 1918 г.)
- Открытие и роспуск Учредительного собрания
- Первомайские торжества 1918 г. в Москве
- Полтора пуда
- Похороны 5 января
- Разоружение московских анархистов (совм. с Э. Тиссэ)

1919
- VII съезд Советов
- VIII съезд РКП (б)
- Вскрытие мощей Тихона Задонского
- Вступление украинских войск в Киев
- Поезд «Октябрьская революция»
- Похороны Я. М. Свердлова
- Похороны жертв революции в Киеве (совм. с А. Дорэдом)
- Председатель ВЦИК товарищ М. И. Калинин
- Прибытие в Москву отрядов революционного Китая (Китайский батальон)
- Проводы Ф. Э. Дзержинского в Польшу
- Речь В. И. Ленина с балкона Моссовета

1920
- Разгром Врангеля (совм. с Э. Тиссэ)

1921
- 1 мая в Москве

1923
- 1 мая 1923 г. в Москве (Праздник Первого мая 1923 г. в Москве)
- Борьба Гладильщикова с медведем
- На заводе «Мостяжарт»
- Шестая годовщина Октябрьской революции (VI годовщина Октябрьской революции)

1924
- Открытие Семиреченской железной дороги
- Похороны тов. Ленина (Похороны В. И. Ленина)
- Счастливы втрое при советском строе

1925
- Ленинская киноправда (Киноправда. № 21)
- Лицом к селу (совм. с Э. Тиссэ)
- Текстильное производство (Текстильщики)

1927
- Всесоюзный староста

1928
- Всесоюзная спартакиада 1928 г. (совм. с С. Гусевым, И. Кобозевым, М. Трояновским, Е. Шнейдером, М. Шкаренковым)
- Лихое золото (совм. с В. Солодовниковым)

1929
- Весенняя спартакиада
- Законы улицы

1930
- Курс — Норд (Норд-ост; совм. с Н. Пинегиным)
- К белому пятну Арктики (режиссёры: Н. Кармазинский, П. Новицкий)

1931
- Велопоход (совм. с И. Манаковым)
- Вторая большевистская весна

1932
- Совкиножурнал № 26 (совм. с М. Ошурковым, В. Игнатовым, Гродским, Карасёвым, И. Беляковым, Н. Юдиным)

1933
- Пионерия № 3 (совм. с С. Гусевым, Н. Урванцевым, М. Лившицем, Филиным, Мясниковым)

1938
- На почётном посту (совм. с А. Александровым)

## Оценки
Современники Петра Новицкого свидетельствовали об его оперативности, выдержке и бесстрашии в работе в опасных для жизни ситуациях, умении выбрать кадр и планово построить съёмку, «неистощимой работоспособности». Режиссёр и искусствовед С. М. Эйзенштейн называл Новицкого «неистовым художником», коллега по Скобелевскому комитету кинооператор Э. К. Тиссэ отмечал его «быструю ориентировку на фронте хроникёрской работы», киновед и мастер киномонтажа Э. И. Шуб — «умелую руку и глаз», фотограф и публицист Бор. Громов — «редчайшие по замыслу и красоте кадры».
Историки кино и фотографии Н. А. Лебедев, Л. Ф. Волков-Ланнит, В. Вальран называют Петра Новицкого одним из лучших кинодокументалистов эпохи. Указывая, что оператор сам монтировал отснятые им сюжеты, «предвосхитив многие приёмы» мастеров монтажа конца XX века, Л. Ф. Волков-Ланнит отмечает его быстрый профессиональный рост от «оперативного фоторепортёра» до «тонкого фотохудожника».

Динамичные и насыщенные светом кадры говорят о высоком профессионализме кинооператора. Он умел находить выразительные точки съёмки и безупречно владел фотографическими процессами. <…> Вкус и опыт помогали ему обращать обычные репортажные кадры в композиционно законченные сюжеты.
Художник и историк фотографии В. Вальран отмечает, что сделанные Новицким снимки В. И. Ленина, Н. К. Крупской, М. И. Ульяновой, М. И. Калинина «вошли в золотой фонд фотохроники революции».

## Награды
- 1932 — Орден Трудового Красного Знамени (за участие в походе на ледоколе «Александр Сибиряков»)[25]
- 1934 — Орден Красной Звезды (за участие в походе на ледоколе «Челюскин»)[25]